# دنیاگیری کووید-۱۹ در صربستان
دنیاگیری کووید-۱۹ در صربستان بخشی از دنیاگیری بیماری کروناویروس ۲۰۱۹ در جهان است. اولین مورد تأیید شده در صربستان در ۶ مارس ۲۰۲۰ در سوبتیتسا اعلام شد.